# Фудбалска репрезентација Занзибара
Фудбалска репрезентација Занзибара (енгл. Zanzibar national football team; арап. منتخب زنجبار لكرة القدم; свах. Timu ya Taifa ya Kandanda ya Zanzibar inaanzishwa) национални је фудбалски тим који на међународној фудбалској сцени представља танзанијску полу-аутономну област Занзибар. Делује под ингеренцијом Фудбалског савеза Занзибара који је основан 1926, и који има статус придруженог члана КАФ од 2004. године.
ФИФА кôд земље је ZAN, националне боје су жута и црна, а домаће утакмице екипа игра на стадиону Аман у Занзибару капацитета око 15.000 места.
Све до 1964. и уједињења Занзибара са Тангањиком и стварања савезне државе Танзаније, ФС Занзибара је имао статус пуноправног члана КАФ. Какно тамошњи фудбалски савез није члан ФИФА, репрезентација Занзибара нема право да наступа на светским и континенталним првенствима, али имају право наступа на регионалним такмичењима. Занзибарски клубови имају право наступа на континенталним такмичењима независно од Танзаније. 
У марту 2017. ФСЗ је постао пуноправним и 55. чланом КАФ, међутим на инсистирање челних људи из ФИФА одлука о чланству је повучена свега неколико месеци касније. 
Репрезентација се такмичи на првенству земаља централне и источне Африке (ЦЕЦАФА куп) на ком је 1995. освојила титулу победника, што је највећи успех занзибарског фудбала у историји. ФСС је такође и члан НФ борда, међународне фудбалске конфедерације која окупља фудбалске федерације и ентитете који нису чланови ФИФА-е.